# Коваль, Вера Вячеславовна
Вера Вячеславовна Коваль (род. 22 октября 1983, Брянск) — российская самбистка и дзюдоистка, чемпионка и призёр чемпионатов России по дзюдо, призёр чемпионата России по самбо, призёр чемпионатов Европы по дзюдо, мастер спорта России международного класса. Живёт в Смоленске. Выступала за ЦСК «Локомотив». В 2005—2011 годах — член сборной команды страны. Завершила спортивную карьеру в 2013 году.

## Спортивные результаты
- Чемпионат России по дзюдо 2004 года — ;
- Чемпионат России по дзюдо 2005 года — ;
- Чемпионат России по дзюдо 2006 года — ;
- Чемпионат России по дзюдо 2008 года — ;
- Чемпионат России по дзюдо 2009 года — ;
- Чемпионат России по дзюдо 2012 года — ;
- Чемпионат России по дзюдо 2013 года — ;
- Чемпионат России по самбо 2017 года — ;